# Waltham Chase
Waltham Chase – wieś w Anglii, w hrabstwie Hampshire, w dystrykcie Winchester. Leży 20 km na południowy wschód od miasta Winchester i 98 km na południowy zachód od Londynu.